# Trappstadt
Trappstadt – gmina targowa w Niemczech, w kraju związkowym Bawaria, w rejencji Dolna Frankonia, w regionie Main-Rhön, w powiecie Rhön-Grabfeld, wchodzi w skład wspólnoty administracyjnej Bad Königshofen im Grabfeld. Leży około 25 km na wschód od Bad Neustadt an der Saale, przy granicy z Turyngią.

## Dzielnice
W skład gminy wchodzą dwie dzielnice: Alsleben i Trappstadt.

## Demografia
| Rok  | Liczba mieszk. |
| ---- | -------------- |
| 1970 | 1.112          |
| 1987 | 1.022          |
| 2000 | 1.065          |
| 2005 | 1.042          |

## Oświata
(na 1999)

W gminie znajduje się 50 miejsc przedszkolnych (z 42 dziećmi).